# Reprezentacja Rosji w hokeju na trawie kobiet
Reprezentacja Rosji w hokeju na trawie kobiet - żeńska reprezentacja narodowa w tej dyscyplinie.

## Osiągnięcia

### Igrzyska olimpijskie
- 1996-2024 nie uczestniczyła

### Mistrzostwa świata
- 12. miejsce - 1994
- 16. miejsce - 2002

### Mistrzostwa Europy
- 1991 - nie uczestniczyła
- 1995 - 5. miejsce
- 1999 - 4. miejsce
- 2003 - 10. miejsce
- 2005 - nie uczestniczyła
- 2007 - nie uczestniczyła
- 2009 - 7. miejsce
- 2011 - nie uczestniczyła
- 2013 - nie uczestniczyła
- 2015 - nie uczestniczyła
- 2017 - nie uczestniczyła
- 2019 - 7. miejsce
- 2021 - nie uczestniczyła
- 2023 - nie uczestniczyła

### Halowe mistrzostwa świata
- 8. miejsce - 2003
- nie uczestniczyła - 2007
- nie uczestniczyła - 2011
- nie uczestniczyła - 2015
- 11. miejsce - 2018
- nie uczestniczyła - 2023
- nie uczestniczyła - 2025